# Auguste-Ferdinande de Habsbourg-Toscane
Auguste-Ferdinande de Habsbourg-Lorraine (en italien : Augusta Ferdinanda d'Asburgo-Toscana), archiduchesse d’Autriche et princesse de Toscane puis, par son mariage, princesse de Bavière, est née en 1825 et morte en 1864. Épouse du régent Luitpold de Bavière, elle est aussi la mère du dernier souverain bavarois.
Son beau-père, le roi Louis Ier, fait exposer son portrait dans sa galerie des Beautés au château de Nymphenburg.

## Famille

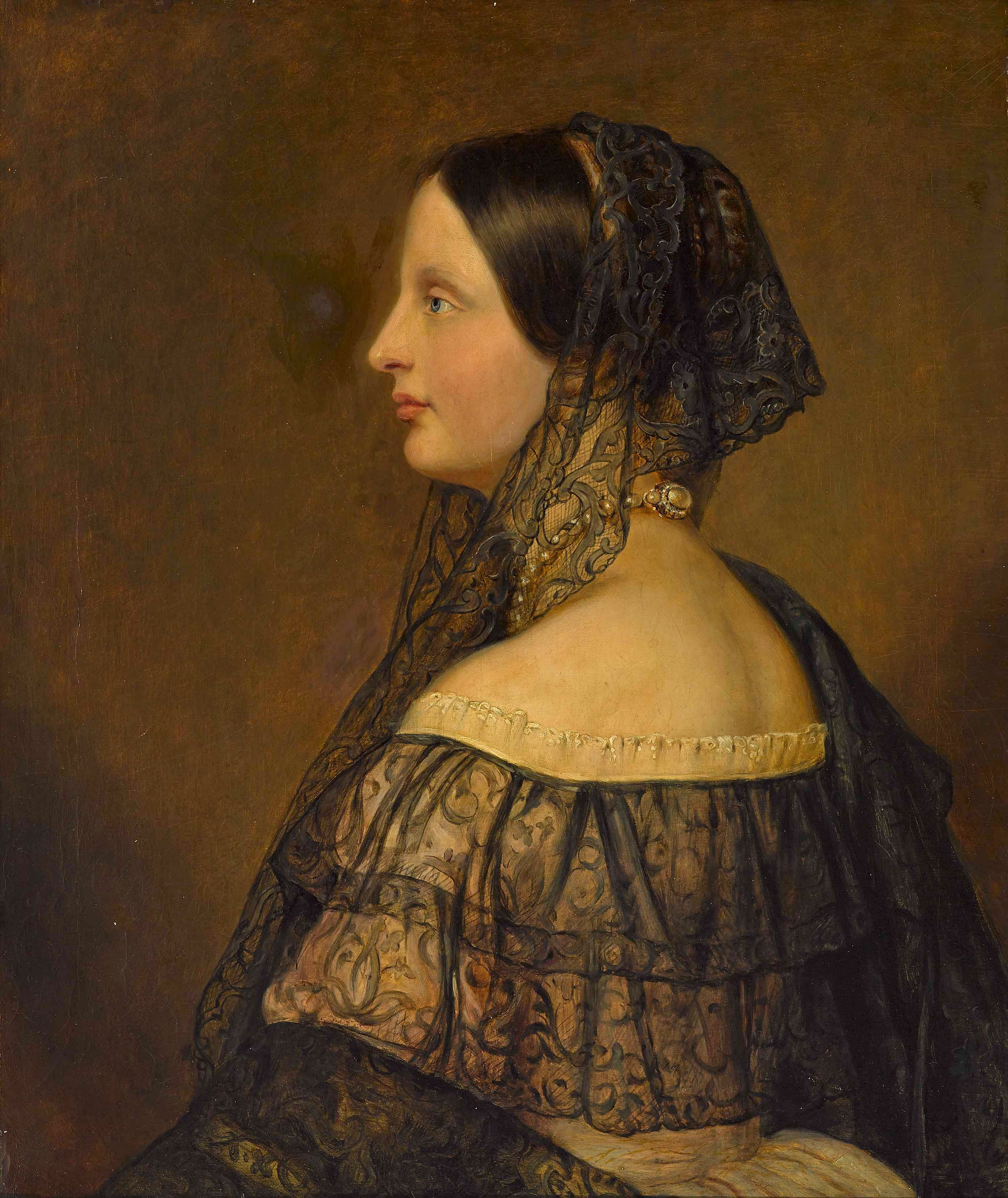
Portrait d'Auguste-Ferdinande (Galerie des Beautés, château de Nymphenburg).

La princesse Auguste-Ferdinande est la fille du grand-duc Léopold II de Toscane et de sa première épouse la princesse Marie de Saxe.
Elle épouse, en 1844, le prince Luitpold de Bavière, troisième fils du roi Louis Ier et de la reine née Thérèse de Saxe-Hildburghausen. Quatre enfants sont issus de cette union :
- Louis III de Bavière (1845-1921), qui épouse, en 1868, Marie-Thérèse de Modène (1849-1919), d'où postérité ;
- Léopold de Bavière (1846-1930), qui épouse, en 1873, l'archiduchesse Gisèle d'Autriche (1856-1932) ;
- Thérèse de Bavière (1850-1925), ethnologue, zoologiste et botaniste ;
- Arnulf de Bavière (1852-1907), qui épouse, en 1882, la princesse Thérèse de Liechtenstein, d'où postérité.